# Senjahopen
Senjahopen o Senjehopen es una localidad en el municipio de Senja en Troms, Noruega. Senjahopen se ubica a lo largo del fiordo Mefjorden en el noroeste de la isla de Senja, siendo uno de los pueblos pesqueros más importantes. Mefjordvær está a 3 km al noroeste.

## Transportes
Aunque está a 10 km al norte de Skaland, hasta el 2004 el viaje tomaba cerca de una hora, hasta que el túnel Geitskartunnelen fue abierto. El nuevo camino ahorra 95 km.